# Champniers, Charente
Champniers là một xã thuộc tỉnh Charente trong vùng Nouvelle-Aquitaine tây nam nước Pháp. Xã nay có độ cao trung bình 112 mét trên mực nước biển.